# فولفغانغ كونراد
فولفغانغ كونراد (بالألمانية: Wolfgang Konrad)‏ هو عداء مسافات طويلة نمساوي، ولد في 22 ديسمبر 1958 في Landeck ‏ في النمسا.

## وصلات خارجية
- فولفغانغ كونراد على موقع أوليمبيديا (الإنجليزية)